# NGC 7594
NGC 7594 في الفهرس العام الجديد، هي مجرة، تقع في كوكبة الفرس الأعظم. اكتشفت في 1880، ويبلغ قطرها حوالي 200,000 سنة ضوئية.

## روابط خارجية
- NGC 7594 على موقع ويكي سكاي: DSS2, SDSS, GALEX, IRAS, Hydrogen α, X-Ray, Astrophoto, Sky Map, Articles and images